# Gimnasio del Colegio Maravillas
El gimnasio del  Colegio Maravillas es un gimnasio polideportivo de España, una de las instalaciones del Colegio Nuestra Señora de las Maravillas de la ciudad de Madrid. Se encuentra en la calle de Joaquín Costa, n.º 21, en el barrio de Chamartín. Fue diseñado por el arquitecto Alejandro de la Sota Martínez. El proyecto se desarrolló entre 1960 y 1962. La inauguración del gimnasio se celebró el 10 de mayo de 1962. Fue ampliado por Fernando Meléndez Andrade en 1966. En la actualidad continúa su uso deportivo y docente.
Fue declarado Bien de Interés Cultural el 22 de mayo de 2018.

## El reto
Se trató de un encargo bastante complicado, que consistía en realizar una ampliación del Colegio existente sobre una parcela irregular y debiendo salvar un desnivel de 12 metros entre las calles Guadalquivir y Joaquín Costa, con un programa que constaba de gimnasio, pista de hockey sobre patines, con graderío, vestuarios, duchas, cabinas para los monitores, tres aulas polifuncionales, auditorio, sala de conferencias y patio de recreo.
El autor lo sabe resolver no sólo de una manera funcionalmente brillante sino también logrando marcar un hito en la arquitectura madrileña del momento.

## Arquitectura
En la sección puede apreciarse cómo mediante un escalonamiento de las salas se logra que haya iluminación natural y ventilación en todas ellas y gracias al empleo de grandes cerchas de acero logra salvar el vano de las pistas deportivas.
En la fachada se combina de una forma exquisita el empleo del ladrillo visto, (tan típico de la arquitectura madrileña, pues se adapta a la perfección con su clima extremado de grandes diferencias de temperatura entre las estaciones e incluso entre el día y la noche), con los grandes ventanales y lucernarios acristalados con las carpinterías y los zócalos de chapa pintada de un gris muy oscuro. El problema del patio de recreo lo resuelve ubicándolo en la terraza plana, siguiendo el ejemplo de la Escuela al Aire Libre del holandés Jan Duiker.
El juego entre planos verticales e inclinados, huecos y salientes en diversos materiales, logran que con bien pocos medios se rompa la monotonía de una fachada demasiado larga para su altura.

## Sede de clubes deportivos
Su destacada historia, así como su ubicación e inmejorables instalaciones lo convirtieron en numerosas ocasiones en el lugar donde algunas de las secciones deportivas de los más importantes clubes de Madrid disputaron sus encuentros.
Así, en el año 1963 con la Ciudad Deportiva del Real Madrid Club de Fútbol aún por terminar, su sección de Baloncesto necesitaba de un lugar donde disputar sus encuentros como local, por lo que se mudó durante cuatro meses al gimnasio del colegio, muy cercano a la sede de la entidad en la Avenida de Concha Espina.
La circunstancia adquirió mayor notoriedad si cabe ya que se da la circunstancia de que existe una rivalidad entre los alumnos del colegio y los del Instituto Ramiro de Maeztu –centro muy cercano al Colegio Maravillas–, donde nació el principal rival en la capital del Real Madrid de Baloncesto: el Club Baloncesto Estudiantes, que tuvo sus antecedentes en el Instituto-Escuela donde el club madridista realizó sus pruebas para conformar el primer equipo de su historia con motivo de su fundación en 1931.
Asimismo, en este caso por no poseer unas instalaciones propias donde desarrollar la actividad, la Sección de Voleibol del Atlético de Madrid usó entre otras el gimnasio del colegio como lugar donde disputar sus encuentros como local.